# Carl-Reuther-Berufskolleg des Rhein-Sieg-Kreises in Hennef
Das Carl-Reuther-Berufskolleg des Rhein-Sieg-Kreises in Hennef ist eine von vier berufsbildenden Schulen des Rhein-Sieg-Kreises. In ungefähr 50 Bildungsgängen werden hier jedes Schuljahr ca. 2.500 Schülerinnen und Schüler qualifiziert. Es handelt sich um eine Schule mit gewerblich-technischem Schwerpunkt, an der etwa 110 Lehrkräfte unterrichten.

## Bildungsangebot
Als gewerblich-technisches Berufskolleg konzentriert sich die Schule in ihrer Arbeit auf bestimmte Berufe. Dieses Profil ist durch drei didaktische Berufsfelder gekennzeichnet:
- Im Berufsfeld Bautechnik die Berufe des Hochbau-, des Tiefbau- und des Ausbaugewerbes sowie die Berufsfelder Holztechnik, Farbtechnik und Raumgestaltung
- Berufe der Berufsfelder Metalltechnik, Mechatronik, Elektrotechnik und Informations- und Prozesstechnik
- Berufe des Ernährungs- und Versorgungsmanagements

Das Bildungsangebot erstreckt sich auf Bildungsgänge, die den Erwerb der Studierfähigkeit ermöglichen und auf solche, die zu einem höheren Schulabschluss führen.
Der Erwerb der Allgemeinen Hochschulreife ist möglich im Beruflichen Gymnasium für Technik. Diese Schulform existiert am Carl-Reuther-Berufskolleg mit den Schwerpunkten Elektrotechnik und Ingenieurwissenschaften. Zur Erlangung der Fachhochschulreife stehen am CRBK etliche Bildungsgänge zur Verfügung. So ermöglicht die zweijährige Höhere Berufsfachschule in den Fachrichtungen Bau- und Holztechnik, Elektrotechnik, Informationstechnik, Ernährung und Hauswirtschaft sowie Ingenieurtechnik den Erwerb der Studierfähigkeit. Die dreijährige Höhere Berufsfachschule im Bereich Informationstechnik dient der beruflichen Ausbildung zum / zur Staatlich geprüften informationstechnischen Assistenten / Assistentin nach Landesrecht sowie der Erlangung der Fachhochschulreife.
In den Bildungsgängen zur beruflichen Weiterbildung, deren Besuch eine abgeschlossene Berufsausbildung voraussetzt, ist ebenfalls die Erlangung der Fachhochschulreife möglich. Die Fachschule für Technik findet in Abendunterricht statt in den Bereichen Elektrotechnik und Maschinenbautechnik. Die Fachoberschule für Technik wird angeboten für die Bereiche Bau- und Holztechnik, Mechatronik und Metalltechnik. Es handelt sich hierbei um eine einjährige Vollzeitform.
Vollzeitbildungsgänge, die die Erlangung des mittleren Schulabschlusses ermöglichen, sind die Berufsfachschulen 1 und 2. Die Berufsfachschule 1 richtet sich an Schülerinnen und Schüler, die über den Hauptschulabschluss nach Klasse 9 verfügen. Als einjähriger Bildungsgang vermittelt er den Hauptschulabschluss nach Klasse 10. Er wird in den Berufsfeldern Bau- und Holztechnik, Elektrotechnik, Farbtechnik und Metalltechnik angeboten. Die Berufsfachschule 2 ist ein einjähriger Vollzeitbildungsgang, der die Fachoberschulreife vermittelt. Er wird in folgenden Berufsfeldern angeboten: Bau- und Holztechnik, Elektrotechnik, Farbtechnik, Metalltechnik und Ernährungs- und Versorgungsmanagement.
Die Ausbildung zum / zur Staatlich geprüften Assistenten / Assistentin für Ernährung und Versorgung, Schwerpunkt Service richtet sich als zweijährige Vollzeitausbildung an Schülerinnen und Schüler, die über den Hauptschulabschluss nach Klasse 9 oder 10 verfügen. Sie vermittelt neben dem Berufsabschluss die Fachoberschulreife, ggf. mit Qualifikationsvermerk zum Besuch der gymnasialen Oberstufe.
Das Bildungsangebot der Ausbildungsvorbereitung richtet sich an berufsschulpflichtige Jugendliche vor einem Berufsausbildungsvertrag. Voraussetzung für die Aufnahme ist die erfüllte Vollzeitschulpflicht. Es wird als einjähriger Bildungsgang im Bereich Technik / Naturwissenschaften und Ernährungs- und Versorgungsmanagement in Teil- und Vollzeitform umgesetzt. Ziel ist die Ausbildungsvorbereitung mit beruflichen Kenntnissen und beruflicher Orientierung. Es besteht die Möglichkeit zum Erwerb des Hauptschulabschlusses.

## Entstehungsgeschichte
Im Jahre 1897 stiftete der Hennefer Fabrikant Carl Reuther, Mitinhaber der 1881 gegründeten Waagebau-Firma „C. Reuther & Reisert“, der Gemeinde Geistingen ein Grundstück und finanzielle Mittel zur Errichtung einer Fortbildungsschule. Zwei Jahre später wurde das Schulgebäude in der Carl-Reuther-Straße fertiggestellt und die Schule gegen Ende des Jahres 1899 unter dem Namen „Gewerbliche Fortbildungsschule der Carl-Reuther-Stiftung“ eröffnet.
Der planmäßige Lehrbetrieb ist Anfang des Jahres 1900 gesichert. Der Unterricht beginnt in 2 Klassen mit 60 Schülern, überwiegend Lehrlingen aus dem Metallgewerbe. Im Juli 1905 wird durch Erlass eines Ortsstatutes aus der freiwilligen Fortbildungsschule die Gewerbliche Pflichtfortbildungsschule. Als Ergebnis einer Revision der Schule durch die königlich-preußische Regierung ernennt das Kuratorium im folgenden Jahr den Hauptlehrer Josef Schmitz zum ersten verantwortlichen Leiter der Schule.

## Namensgebung
Am 17. August 2009 eröffnete der damalige Schulleiter Konrad Richter anlässlich des 175. Geburtstags des Schulgründers eine Dauerausstellung in der Schule, die das Leben und Wirken des Hennefer Fabrikanten und seine berühmte Chronos-Waage vorstellte. Der Ideengeber dieses Projektes war Wolfgang Euler, ehemaliger Lehrling im Chronos-Werk, Waagen-Experte und Chronist des Lebens Carl Reuthers. Bei der Eröffnungsfeier überreichte der Schulleiter dem Landrat Frithjof Kühn den Antrag auf Umbenennung der Schule in Carl-Reuther-Berufskolleg. Am 2. Februar 2010 wurde die Schule offiziell umbenannt zum Carl-Reuther-Berufskolleg des Rhein-Sieg-Kreises. Damit erinnert sie an ihren alten Namen und Gründer. Im Rahmen einer Feierstunde wurde das neue Schullogo der Öffentlichkeit vorgestellt und an das Wirken des Hennefer Fabrikanten erinnert. Dieser hatte gemeinsam mit seinem Partner Eduard Reisert die Chronos-Waage erfunden und damit die erste eichfähige, vollautomatische Waage.

## Partnerschulen und Auslandspraktika
Seit dem Jahr 2006 ermöglicht die Schule Auslandsaufenthalte im Rahmen von Mobilitätsprogrammen der Europäischen Union (Leonardo da Vinci / Erasmus+). Zu den Teilnehmenden zählen Auszubildende und Vollzeitschüler der Bereiche Bautechnik, Farbtechnik, Elektro- und Informationstechnik, Metalltechnik sowie Ernährungs- und Versorgungsmanagement. Die Teilnahme wird mit einem Europass zertifiziert und gilt als besondere Qualifikation. Die Partnerschulen befinden sich u. a. in Dänemark, Finnland, Italien und Spanien.